# Arnold Edmund Pelzer

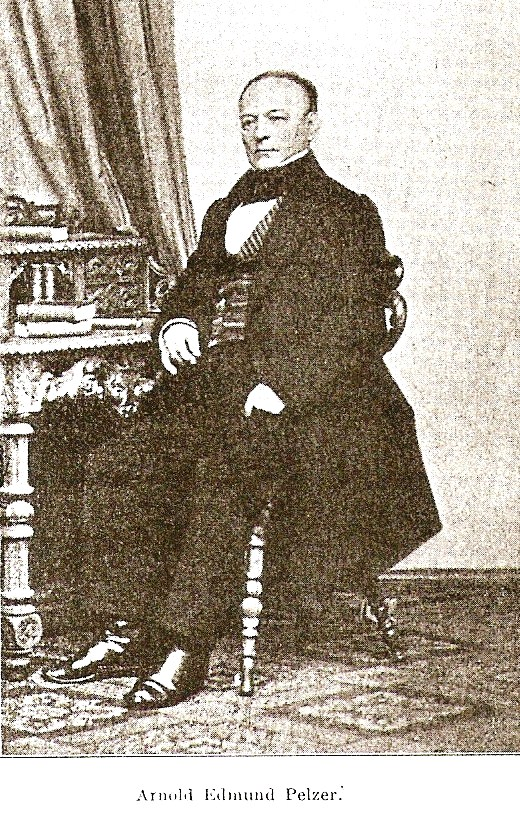

Arnold Edmund Pelzer (* 3. August 1801 in Aachen; † 29. April 1874 ebenda) war ein deutscher Politiker der Deutschen Fortschrittspartei, Oberbürgermeister der Stadt Aachen und Mitglied des Preußischen Abgeordnetenhauses.

## Leben und Wirken
Der Sohn des Aachener Syndikus Matthias Goswin Pelzer (1754–1814) und der Aloysia Johanna Gertrud Dauven  (1761–1842), Tochter des mehrmaligen Aachener Bürgermeisters Stefan Dominicus Dauven, welcher in der Zeit der Aachener Mäkelei auf Seiten der „Alt-Konservativen“ eine tragende Rolle gespielt hatte, absolvierte nach seiner Schulzeit ein Studium der Rechtswissenschaften. Anschließend ließ er sich als Advokat nieder und machte vor allem als Verteidiger beispielsweise des Justizreformers Friedrich Gottfried Leue oder des Revolutionärs  Ludwig Mieroslawski in den großen politischen Prozessen der 1840er Jahre auf sich aufmerksam. 
In den Zeiten großer politischer Unruhen im Zusammenhang mit der Deutschen Revolution 1848/49 wurde Pelzer daraufhin am 30. März 1848 als Nachfolger des zurückgetretenen und zum Schluss glücklosen Edmund Emundts zum Oberbürgermeister der Stadt Aachen gewählt. Auch die Stadt Aachen war zu Beginn der industriellen Revolution von einem Einbruch der Handels- und Geschäftswelt, vor allem in der Tuch- und Nadelindustrie, erheblich betroffen, was zu massiver Unzufriedenheit der Fabrikmitarbeiter und zugleich zu einer großen Finanzkrise der Stadt durch wegfallende Steuern führte. 
Bereits wenige Tage nach seiner Wahl war Pelzer gezwungen, einen Aufstand von Kriegsreservisten, welche zu dem in Aachen stationierten 34. Infanterieregiment einberufen werden sollten, durch die Bürgerwehr niederzuwerfen. Ebenfalls erteilte er am 17. April 1848 mehreren Gesandten des Fünfzigerausschusses, welche in Aachen Werbung zur Mitbeteiligung an der geplanten Frankfurter Nationalversammlung machten, eine Absage und versuchte diese von der „Unzweckmäßigkeit und  eventuellen gänzlichen  Erfolglosigkeit ihres beabsichtigten Vorgehens“ zu überzeugen. Im weiteren Verlauf des gleichen Jahres setzte sich Pelzer beim Stadtrat und bei der königlichen Regierung dafür ein, die verhasste „Schlacht- und Mahlsteuer“ auf Schlachtvieh und Getreideprodukte vorläufig zu stunden und im Gegenzug dafür Steuerbetrug notfalls mit Hilfe der Bürgerwehr zu bekämpfen. Weiterhin gelang es ihm durch finanzielle Umschichtung im Stadthaushalt Gelder für Arbeitsbeschaffungsmaßnahmen zu requirieren, wobei Arbeitsverweigerer von jeglichen Förderungen ausgeschlossen werden sollten. Schließlich erreichte er im November eine Generalamnestie für die verhafteten Kriegsreservisten der Märzunruhen. 
Insgesamt schaffte es Pelzer durch all diese Maßnahmen und sein besonnenes ausgleichendes Verhalten wieder eine gewisse Ordnung und Ruhe in der Stadt herzustellen. Dafür sprach ihm der Prinz Wilhelm von Preußen bei einem Besuch im Dezember 1849 persönlich seinen Dank aus. Im Jahre 1851 verzichtete Pelzer zu Gunsten seines Polizeipräsidenten und Provinzialintendanten Johann Contzen auf eine Wiederwahl für das Amt des Oberbürgermeisters. Dafür trat er nach einer längeren Phase als Privatier in die 1861 gegründete Deutsche Fortschrittspartei ein und nahm für diese noch ein Mandat im Preußischen Abgeordnetenhaus an. 
Am 29. April 1874 starb Arnold Edmund Pelzer ledig und ohne Nachkommen an den Folgen eines Schlaganfalles. Sein Neffe Ludwig Pelzer, Sohn seines Bruders und Appellationsgerichtsrates Andreas Pelzer (1804–1859), wurde ebenfalls zum Oberbürgermeister der Stadt Aachen gewählt und war Abgeordneter der Deutschen Zentrumspartei im Preußischen Abgeordnetenhaus sowie Mitglied des Preußischen Herrenhauses.